# Parlamentswahl in Spanien 1977
- PCE: 20
- EC–FED: 1
- EE: 1
- PSP-US: 6
- PSOE: 118
- EAJ/PNV: 8
- PDPC: 11
- EDCEE: 2
- UCD: 165
- CIC/CAIC: 2
- AP: 16

Die Parlamentswahl in Spanien 1977 fand am 15. Juni statt, um die beiden Kammern des Parlaments (Cortes Generales) zu wählen. Gewählt wurden die 350 Abgeordneten des Abgeordnetenhauses (Congreso de los Diputados) und die 207 Mitglieder des Senats (Senado). Es war die erste freie Wahl in Spanien seit 1936.

## Historischer Kontext
Diktator Francisco Franco war im November 1975 gestorben. Am 1. Juli 1976 drängte sein Nachfolger König Juan Carlos I. den Ministerpräsidenten Carlos Arias Navarro erfolgreich zum Rücktritt und beauftragte Adolfo Suárez mit der Bildung einer Übergangsregierung. Damit begann die Transition, also der friedliche Übergang von der Franco-Diktatur zu einem demokratischen Staat westlichen Musters. So wurde im Zuge einer Strafrechtsreform die Bildung von Parteien wieder legalisiert. Im Zentrum der von Suárez angestoßenen Reformen aber stand eine neue Verfassung, die aus den Cortes, welche zuvor ein Ständeparlament gewesen waren, ein allgemein, frei, gleich und geheim gewähltes Zweikammerparlament machte. Spanien wählte somit zum ersten Mal seit 1936 (Spanischer Bürgerkrieg) in freien allgemeinen Wahlen.

## Ergebnis
Adolfo Suárez gewann die Wahlen an der Spitze einer Mitte-rechts-Formation, die sich Unión de Centro Democrático (UCD, Union des Demokratischen Zentrums) nannte und um seine Person scharte. Im Juli 1977 bildete Suárez bereits eine Regierung aus Fachleuten seiner Partei und Parteilosen. Die Cortes, die aus dieser Wahl hervorging, wurde zu einer Verfassunggebenden Versammlung. Die dort beschlossene Verfassung des Königreichs Spanien nahm das Volk in einem Referendum am 6. Dezember 1978 an.

### Abgeordnetenkammer
Der Congreso de los Diputados bildet das Unterhaus der Cortes Generales. Die Ergebnisse der Wahlen waren laut spanischem Innenministerium wie folgt:
| Spanische Parlamentswahlen 1979 → |                                                        |                             |            |        |       |                                                                                             |  |  |  |  |
| Wahlliste                         | Wahlliste                                              | Listenführer                | Stimmen    | %      | Sitze | Anmerkungen                                                                                 |  |  |  |  |
|                                   | Unión de Centro Democrático (UCD)                      | Adolfo Suárez               | 6.310.391  | 34,44  | 165   | Mitte-rechts-Formation.                                                                     |  |  |  |  |
|                                   | Partido Socialista Obrero Español (PSOE)               | Felipe González             | 5.371.866  | 29,32  | 118   | Koalition mit Socialistes de Catalunya.                                                     |  |  |  |  |
|                                   | Partido Comunista de España (PCE)                      | Santiago Carrillo           | 1.709.890  | 9,33   | 20    | Koalition mit PSUC.                                                                         |  |  |  |  |
|                                   | Federación de Partidos de Alianza Popular (AP)         | Manuel Fraga                | 1.504.771  | 8,21   | 16    |                                                                                             |  |  |  |  |
|                                   | Partido Socialista Popular-Unidad Socialista (PSP-US)  | Enrique Tierno Galván       | 816.582    | 4,46   | 6     |                                                                                             |  |  |  |  |
|                                   | Pacte Democràtic per Catalunya (PDPC)                  | Jordi Pujol                 | 514.647    | 2,81   | 11    |                                                                                             |  |  |  |  |
|                                   | Partido Nacionalista Vasco (PNV)                       | Juan de Ajuriaguerra        | 296.193    | 1,62   | 8     |                                                                                             |  |  |  |  |
|                                   | Equipo de la Democracia Cristiana (FDC-EDC)            | Joaquín Ruiz-Giménez        | 215.841    | 1,18   | 0     | Koalition mehrerer Parteien                                                                 |  |  |  |  |
|                                   | Unió del Centre i la Democràcia Cristiana de Catalunya | Antón Cañellas              | 172.791    | 0,94   | 2     |                                                                                             |  |  |  |  |
|                                   | Esquerra de Catalunya (EC-FED)                         | Heribert Barrera            | 143.954    | 0,79   | 1     | Zusammen mit Frente Democrático de Izquierdas (FDI).                                        |  |  |  |  |
|                                   | Frente Democrático de Izquierdas (FDI)                 | Lorenzo Benassar            | 122.608    | 0,67   | 0     | Zusammen mit Esquerra de Catalunya.                                                         |  |  |  |  |
|                                   | Alianza Socialista Democrática (ASDCI)                 | Manuel Murillo              | 101.916    | 0,56   | 0     | Koalition mehrerer Parteien.                                                                |  |  |  |  |
|                                   | Agrupación Electoral de los Trabajadores (AET)         | José Sanromá                | 77.575     | 0,42   | 0     |                                                                                             |  |  |  |  |
|                                   | Alianza Nacional del 18 de Julio (AN18)                | Raimundo Fernández-Cuesta   | 67.336     | 0,37   | 0     | Koalition mehrerer Parteien.                                                                |  |  |  |  |
|                                   | Reforma Social Española (RSE)                          | Manuel Cantarero            | 64.241     | 0,35   | 0     |                                                                                             |  |  |  |  |
|                                   | Euskadiko Ezkerra (EE)                                 | Francisco Letamendia        | 61.417     | 0,34   | 1     | Koalition von Euskal Iraultzarako Alderdia und Euskadiko Mugimendu Komunista im Baskenland. |  |  |  |  |
|                                   | Candidatura Aragonesa Independiente de Centro          | Hipólito Gómez de las Roces | 37.183     | 0,20   | 1     |                                                                                             |  |  |  |  |
|                                   | Candidatura Independiente de Centro (INDEP)            | José Miguel Ortí Bordás     | 29.834     | 0,16   | 1     |                                                                                             |  |  |  |  |
|                                   | Andere Parteien                                        |                             | 723.290    | 2,97   | 0     |                                                                                             |  |  |  |  |
|                                   |                                                        |                             |            |        |       |                                                                                             |  |  |  |  |
| Ungültige Stimmen                 | Ungültige Stimmen                                      | Ungültige Stimmen           | 265.797    | 1,43 % | —     | —                                                                                           |  |  |  |  |
| Enthaltungen                      | Enthaltungen                                           | Enthaltungen                | 46.248     | 0,25 % | —     | —                                                                                           |  |  |  |  |
| Gesamtergebnis                    | Gesamtergebnis                                         | Gesamtergebnis              | 18.324.333 | 100 %  | 350   | —                                                                                           |  |  |  |  |

### Senat
Der Senado bildet das Oberhaus der Cortes Generales. Die Ergebnisse der Wahlen waren laut spanischem Innenministerium wie folgt:
| Spanische Senatswahlen 1977 →                        |                                          |           |                                                                  |
| Kandidatur                                           | Listenführer                             | Senatoren | Für folgende Parteien                                            |
| Unión de Centro Democrático (UCD)                    | Nemesio Fernández-Cuesta, Antonio Fontán | 106       |                                                                  |
| Partido Socialista Obrero Español (PSOE)             | Rafael Fernández Álvarez                 | 35        |                                                                  |
| Senado Democrático                                   | Joaquín Satrústegui                      | 16        | PSOE: 6 ID: 3 PCE: 1 AL: 1 Unabhängige: 5                        |
| Entesa dels Catalans                                 | Josep Benet                              | 12        | PSUC: 4 Socialistas: 4 PSC-C: 3 ERC: 1                           |
| Frente Autonómico                                    | Ramón Rubial, Michel Unzueta             | 10        | PNV: 4 PSE: 3 ESEI: 1 Unabhängige: 2                             |
| Candidatura Democrática Gallega                      |                                          | 3         | PSOE: 1 Unabhängige: 2                                           |
| Candidatura Aragonesa de Unidad Democrática          | Ramón Sainz de Varanda                   | 3         | PSOE: 1 Unabhängige: 2                                           |
| Alianza Popular (AP)                                 | Carlos Arias Navarro                     | 2         |                                                                  |
| Partido Socialista Popular (PSP)                     | José Alonso Pérez                        | 2         |                                                                  |
| Democràcia i Catalunya (DC)                          | Miquel Coll i Alentorn                   | 2         | CDC: 2                                                           |
| Euskadiko Ezkerra (EE)                               | Juan María Bandrés                       | 1         |                                                                  |
| Candidatura Aragonesa Independiente de Centro (CAIC) | Isaías Zarazaga                          | 1         |                                                                  |
| Rioja Democrática                                    | Félix Palomo                             | 1         | Unabhängige: 1                                                   |
| Asamblea Majorera (AM)                               | Miguel Cabrera Cabrera                   | 1         |                                                                  |
| Fuerza Democrática de Santander                      |                                          | 1         | ID: 1                                                            |
| Unabhängige Listen                                   |                                          | 11        | PSOE: 1 PSP: 2 ID: 1 AEIS: 4 Unabhängige: 3                      |
| Vom König ernannte Senatoren                         |                                          | 41        | Zugeordnet zu: UCD: 7 PSOE: 1 EC: 1 PNV: 1 AP: 1 Unabhängige: 31 |